# Horst-Peter Seeburg
Horst-Peter Seeburg (Querfurt, 21 de agosto de 1944 – 22 de agosto de 2016) foi um neurocientista e bioquímico alemão.

## Vida
Seeburg estudou química e bioquímica. Após obter um doutorado na Universidade de Tübingen em 1974, começou três anos depois um pós-doutorado na Universidade da Califórnia em São Francisco. O assunto principal de suas pesquisas é a caracterização de receptores e controle de ligantes em canais iônicos.
Em 1978 foi Wissenschaftlicher Mitarbeiter na firma Genentech em São Francisco, tornando-se em 1985 cientista chefe. De 1986 a 1996 foi professor da Universidade de Heidelberg. Foi desde 1996 diretor e membro científico da seção de neurobiologia molecular do Instituto Max Planck de Pesquisas Médicas.
Desde 1989 foi membro da Organização Europeia de Biologia Molecular (EMBO). Em 2007 recebeu o InBev-Baillet Latour Health Prize.

## Prêmios e condecorações
- 1992: Prêmio Humboldt
- 1992: Prêmio Ernst Schering